# Tomitarō Makino
Tomitarō Makino (japonès: 牧野 富太郎, Makino Tomitarō) (Sakawa, Prefectura de Kōchi - Japó, 24 d'abril del 1862 – 18 de gener del 1957) va ser un botànic japonès pioner per la seva tasca taxonòmica. Se l'ha anomenat el “Pare de la Botànica Japonesa”, i fou un dels primers experts d'aquest país que treballà activament en la classificació científica de vegetals seguint el mètode desenvolupat per Linneu. Les seves investigacions van culminar amb la documentació de 50.000 exemplars, molt dels quals foren representats en la seva monumental Makino's Illustrated Flora of Japan. Malgrat haver abandonat l'escola a secundària, acabaria doctorant-se en ciència, i el seu aniversari és el “Dia de la Botànica” al Japó.

## Biografia
Tomitaro Makino va ser fill d'un prestigiós elaborador de sake, què morí quan tenia quatre anys. Quedà orfe de la mare als sis i en passà a tenir-ne cura l'àvia. Encara que abandonà l'escola al segon curs, aprengué anglès, geografia, música occidental i especialment botànica, de forma autodidacta. El 1880 aconseguí feina de mestre a l'escola de Sakawa, on va publicar el seu primer treball sobre botànica.Ja en aquesta edat començà a fer excursions per recollir i estudiar les plantes, una afició que conservaria tota la vida.
L'any 1884, es va traslladar a Tòquio per ampliar la seva formació botànica a la Universitat Imperial. Veient la seva ambició i el seu entusiasme per les plantes, el professor Ryokichi Yatabe l'autoritzà a emprar les instal·lacions d'investigació del centre. Començà a publicar una revista de botànica el 1887 (The Botanical Magazine (Tokyo), que encara es publica actualment). El 1888 començà a publicar un manual que recollís tota la flora del Japó, que dos anys més tard assolia el sisè volum i el 1891 l'onzè. Aquesta obra recollí moltes espècies noves, a les que posà els noms científics, i trencant així el costum japonès de l'època d'enviar les noves espècies a l'estranger perquè les bategessin. Mentrestant, el 1890 s'havia casat, i acabaria tenint 13 fills. Tres anys més tard, el professor Yatabe renuncià a la seva plaça, i Makino el succeí.
L'any 1936 publicà el llibre Makino shokubutsugaku zenshu- (El llibre de botànica de Makino), un text en sis volums que descriu 6.000 espècies vegetals, 1.000 de les quals descobertes per ell mateix. La seva obra més coneguda és del 1940, Makino shin Nihon shokubutsu zukan (La Nova Flora Japonesa de Makino, Il·lustrada), que s'empra encara ara com a text de referència.
En morir, llegà la seva col·lecció de 400,000 plantes a la Universitat Metropolitana de Tòquio. L'Herbari Makino a la universitat metropolitana de Tòquio i el Jardí Botànic Makino a Godaisan (Kō-chi) foren batejats en honor seu. També se'l va nomenar “Ciutadà Honorari de Tòquio”.

## Obra taxonòmica
En total, Makino batejà més de 2.500 plantes, 1.000 de les quals eren noves espècies i les mil cinc-centes restants eren varietats.

## Obres escollides
- 牧野新日本植物図鑑, Makinō shokubutsugaku zenshu- (El llibre de botànica de Makino) So-sakuin, 1936
- 原色牧野日本植物図鑑 Makinō shin Nihon shokubutsu zukan (La Nova Flora Japonesa de Makino, Il·lustrada) Hokuryu-kan, 1989. ISBN 4-8326-0010-9